# Mitteldeutscher BC Weißenfels
El Mitteldeutscher Basketball Club, conocido por motivos de patrocinio como SYNTAINICS MBC, es un equipo de baloncesto alemán con sede en la ciudad de Weißenfels, que compite en la Basketball Bundesliga, la primera división de su país. Disputa sus partidos en el Stadthalle Weißenfels, con capacidad para 3000 espectadores.

## Historia
El caso del MBC es un caso atípico. En 1999, el club ascendió a la BBL, permaneciendo en ella hasta la temporada 2003-2004. En esas cinco temporadas el club logró buenos resultados, lo que le llevó a participar en la Copa Korać en 2001 y a ser invitado para disputar la North European Basketball League en 2002. Su mayor logro llegó en 2004, cuando ganaron la FIBA EuroCup Challenge, tras derrotar en la final por 84-68 al JDA Dijon, aunque ese mismo año bajaron a tercera división por problemas económicos. 
En 2005, se fusionaron el SV MBC Halle y el MBC.  Tras ganar la Oberliga (3ª división) en la temporada 2004-2005, ascendieron a la ProA y permanecieron en ella hasta 2009, año en que se proclamaron campeones y regresaron a la BBL. 
En 2011, descendieron a la ProA, conquistándola y ascendiendo de nuevo a la BBL en 2012. El club estuvo en la BBL cuatro temporadas seguidas, hasta la 2015-2016, temporada en la que descendieron por 2ª vez a la ProA.

## Nombres
- SSV Einhelt Weißenfels (1958-1999)
- Mitteldeutscher BC (1999-actualidad)

## Registro por temporadas
| Temporada | División | Liga                     | Posición | Playoffs             | Competición Europea              |
| --------- | -------- | ------------------------ | -------- | -------------------- | -------------------------------- |
| 1997–98   | 2        | 2. Basketball Bundesliga | 6º       | –                    | –                                |
| 1998–99   | 2        | 2. Basketball Bundesliga | 2º       | Play-Offs de Ascenso | –                                |
| 1999–00   | 1        | Bundesliga               | 6º       | Cuartos de final     | –                                |
| 2000–01   | 1        | Bundesliga               | 7º       | Cuartos de final     | Juega Copa Korać                 |
| 2001–02   | 1        | Bundesliga               | 13º      | Descenso             | –                                |
| 2002–03   | 1        | Bundesliga               | 11º      | –                    | –                                |
| 2003–04   | 1        | Bundesliga               | 12º      | –                    | FIBA EuroCup Challenge - Campeón |
| 2004–05   | 3        | Oberliga                 | 1º       | Ascenso              | –                                |
| 2005–06   | 2        | 2. Basketball Bundesliga | 2º       | –                    | –                                |
| 2006–07   | 2        | 2. Basketball Bundesliga | 2º       | –                    | –                                |
| 2007–08   | 2        | ProA                     | 5º       | –                    | –                                |
| 2008–09   | 2        | ProA                     | 1º       | Ascenso              | –                                |
| 2009–10   | 1        | Bundesliga               | 10º      | –                    | –                                |
| 2010–11   | 1        | Bundesliga               | 17º      | Descenso             | –                                |
| 2011–12   | 2        | ProA                     | 1º       | Ascenso              | –                                |
| 2012–13   | 1        | Bundesliga               | 16º      | –                    | –                                |
| 2013–14   | 1        | Bundesliga               | 9º       | –                    | –                                |
| 2014–15   | 1        | Bundesliga               | 12º      | –                    | –                                |
| 2015–16   | 1        | Bundesliga               | 17º      | Descenso             | –                                |
| 2016-17   | 2        | ProA                     | 1º       | Ascenso              | –                                |
| 2017–18   | 1        | Bundesliga               | 15º      | –                    | –                                |
| 2018–19   | 1        | Bundesliga               | 15º      | –                    | –                                |
| 2019–20   | 1        | Bundesliga               | 16º      | –                    | –                                |

## Mitteldeutscher BC en competiciones europeas
Copa Korać 1991/1992
| 1ª ronda | Polonia Warszawa | SSV Einheit Weißenfels | 118-97 | 85-85 |  |

Copa Korać 2000/2001
| 1ª ronda | Mitteldeutscher BC  | Albacomp-UPC       | 65-69 | 68-73 |  |
| 2ª ronda | Montecatini SC 2000 | Mitteldeutscher BC | 72-80 | 62-75 |  |

FIBA EuroCup Challenge 2003/2004
| Fase de grupos                  | Mitteldeutscher BC | Debreceni Vadkakasok | 77-75  | 86-95 |  |
| Fase de grupos                  | Mitteldeutscher BC | Benetton Olympic     | 96-73  | 65-76 |  |
| Cuartos de final de Conferencia | Mitteldeutscher BC | KK Hiron             | 92-53  | 67-91 |  |
| Semifinal de Conferencia        | Mitteldeutscher BC | TSK Würzburg         | 107-83 |       |  |
| Final de Conferencia            | Mitteldeutscher BC | Debreceni Vadkakasok | 93-77  |       |  |
| Semifinal                       | Mitteldeutscher BC | MBC Dinamo Moscú     | 95-88  |       |  |
| Final                           | Mitteldeutscher BC | JDA Dijon            | 84-68  |       |  |

## Números retirados
- #14  Tomáš Grepl (2004-2008) - 123 partidos
- #16  Sascha Leutloff (2007-2014) - 224 partidos, 4,361 minutos

## Palmarés
- Campeón de la Pro A : 3

2009, 2012, 2017
- Campeón Copa de Alemania: 1

2025
- Campeón de la Oberliga: 1

2005
- Campeón de la FIBA EuroCup Challenge: 1

2004

## Jugadores destacados
| - Michael Krikemans - Butch Tshomba - Samir Lerić - Tyson Hinz - Shawn Swords - Filip Bundović - Hrvoje Kovačević - Ivan Novacić - Ivan Siriščević - Tomas Grepl - Ivo Kresta - Ladislav Rous - Vladimír Vyoral - Kevin Larsen - Santiago Ibañez - Anatoliy Boisa - Georgi Gamkrelidze - Manuchar Markoishvili - Kari Hyökki - Antti Nikkilä - Juha Sten - Stephen Arigbabu - Markus Brambora - Lars Buss - Robert Cardenas - Oliver Clay - Nils Collingro - Phillip Daubner - Philip Dejworek - Peter Fehse - Ingo Freyer - Alexander Frisch - Sebastian Fülle - Guido Grünheid - Stephan Haukohl - Phillip Heyden - Dominique Johnson - Michael Jost - Jörg Kasper - Aaron Kayser - Christian Kraemer - Sascha Leutloff - Philipp Lieser - Johannes Lischka - Marc Liyanage - Marcus Lück - Jonathan Maier |  | - Sebastian Machowski - Sven Meyer - Simon Schmitz - Malte Schwarz - Walter Simon - Harald Stein - Christoph Tetzner - Serge Using - Henry Volkert - Christian von Fintel - Steve Wachalski - Guðmundur Bragason - Haukur Palsson - Hörður Vilhjálmsson - Agnis Cavars - Mārtiņš Meiers - Giedrius Aidietis - Martynas Andriuškevičius - Jonas Elvikis - Raimondas Leikus - Marijonas Petravičius - Dainius Pleta - Simonas Serapinas - Tautvydas Šležas - Eimantas Stankevicius - Rytis Streikus - Mindaugas Timinskas - Tomas Vilkius - Cheick Diakite - Seweryn Sroczyński - Anatoly Kashirov - Rastko Dramicanin - Rade Milutinović - Djordje Pantelić - Radenko Pilčević - Boban Tomić - Martin Ringström - Lawrence Alexander - Wendell Alexis - Anthony Allison - D.J. Bennett - Wayne Bernard - Tim Blue - Will Brand - Gregory Burks - Will Chavis - Jordan Collins |  | - Aaron Cook - Donald Cousin - Michael Cuffee - Morris Curry - Sharaud Curry - Louis Darby - Lance Den Boer - Mark Dorris - Andre Duncan - Ivan Elliott - Chris Ensminger - Rickey Gibson - Johnnie Gilbert - Jerry Green - Brandon Griffin - Darius Hargrove - CC Harrison - Marcus Hatten - Louis Hinnant - Robert Holcomb Faye - Ben Jacobson - Lance Jeter - Michael-Hakim Jordan - Chauncey Leslie - Frantz Massenat - Len Matela - Roderick Middleton - Malik Moore - Ryan Nicholas - Chris Oakes - Adonte Parker - Patrick Richard - Ronald Ross - Richard Shields - Marcus Smallwood - James Southerland - Matt Stucki - Mensah Taylor - TaShawn Thomas - Ronald Thompson - Jerome Tillman - Chad Timberlake - Devin Uskoski - Andrew Warren - Darryl Webb - Fred Williams - Drew Williamson |  | - Beckham Wyrick - Achmadschah Zazai - Adnan Chuk - Vasil Evtimov - Velimir Radinović - Robert Bukvić - Darko Krezić - Benedikt Turudic - Martin Ides - David Dubois - Luis Taya - Bruno Roschnafsky - Robert Zinn - Mithat Demirel - Osvaldo Jeanty - Fisnik Juniku - Adekunle Aleburu - Misan Nikagbatse - Christian Standhardinger - Artur Kolodziejski - Vladimir Diachenko - Nikita Khartchenkov - Nikola Dragović - Zafer İlhan - Arizona Reid - Chuck Evans - David Henry - Sergio Kerusch - Thomas Tripp - Clinton Holtz - Matt Alosa - Angelo Caloiaro - Matt Langel - Ade Dagunduro - Chris Otule - Paul Burke |